# 炭酸鉛(II)
炭酸鉛(II)（たんさんなまり、英: Lead carbonate）は鉛の炭酸塩で、化学式PbCO3で表される無機化合物。天然にはセルサイト (Cerussite) に含まれるが、工業的には、酢酸鉛(II)と二酸化炭素から作られる。

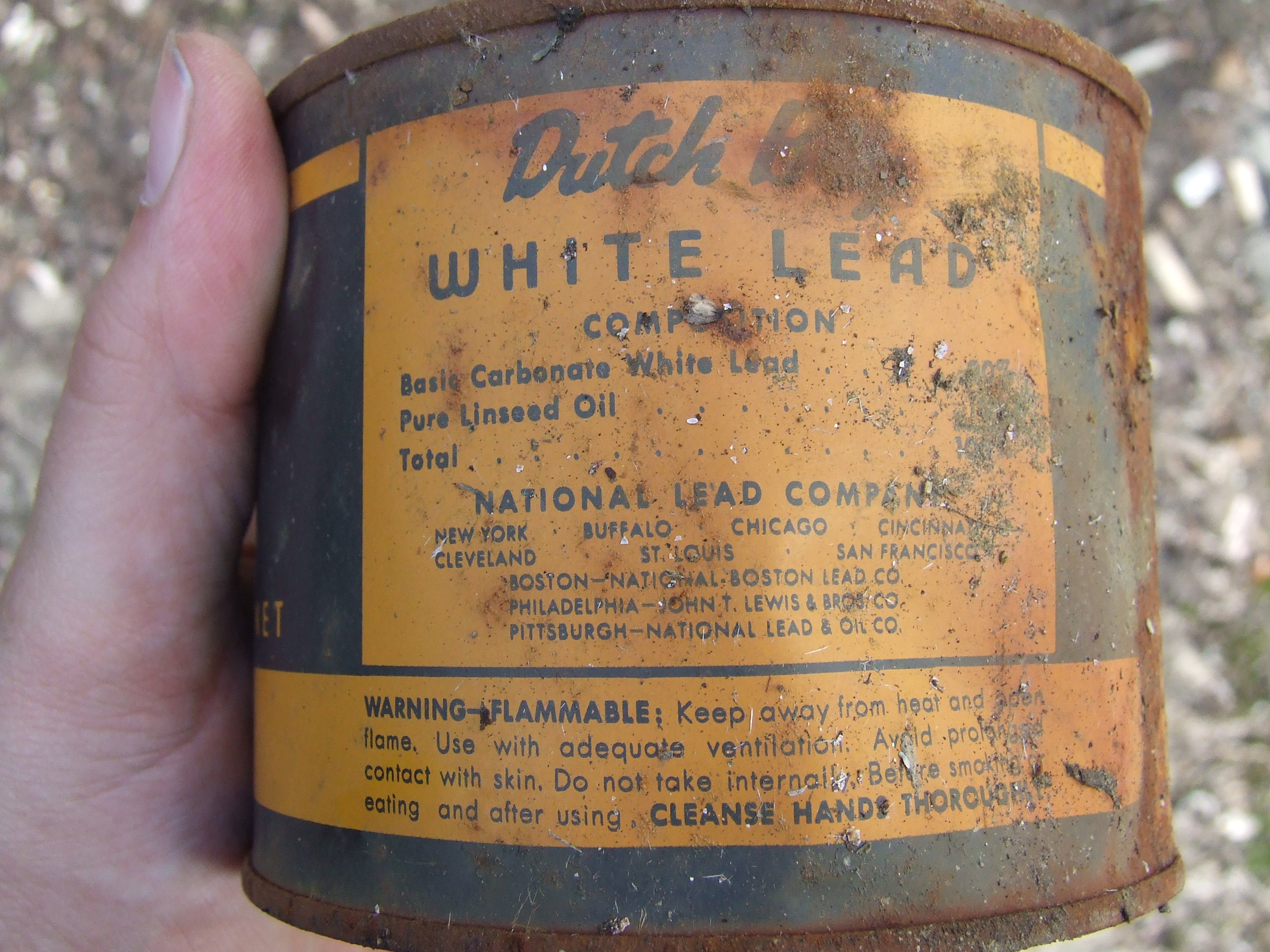
塩基性炭酸鉛と亜麻仁油を原料に製造された、オランダの古い白色塗料。毒性がある。

## 製造
薄めた酢酸鉛(II)溶液に二酸化炭素を通す方法と、塩基性炭酸鉛の形成を防ぐために低温で、炭酸鉛より水に溶けにくい鉛の塩と炭酸アンモニウムとの懸濁液を浸透する方法がある。

## 安全性
日本の毒物及び劇物取締法では劇物に指定されており、国際がん研究機関では無機鉛化合物の一種として、発癌性についてGroup2A（ヒトに対する発癌性がおそらくある）に分類している。ヨーロッパでは、流通と使用が禁止されている。

## 関連物質
下記のような鉛の炭酸塩が知られている。
- 鉛白 - 塩基性炭酸鉛({\displaystyle {\ce {2PbCO3{\cdot }Pb(OH)2}}})を主成分とした白色顔料。
- シャノン石 (Shannonite)  {\displaystyle {\ce {PbCO3{\cdot }PbO}}}
- レッドヒル石 (Leadhillite) , {\displaystyle {\ce {2PbCO3{\cdot }PbSO4{\cdot }Pb(OH)2}}}
- {\displaystyle {\ce {3PbCO3{\cdot }Pb(OH)2{\cdot }PbO}}}[5]
- {\displaystyle {\ce {PbCO3{\cdot }2PbO}}}
- {\displaystyle {\ce {NaPb2(OH)(CO3)2}}}